# Ibalizumab
L'ibalizumab, est un médicament contre le VIH/SIDA et vendu sous la marque Trogarzo.

## Mode d'action
Il s'agit d'un anticorps monoclonal qui se lie au CD4 et empêche le VIH de pénétrer dans les cellules .

## Usage médical
Est un médicament utilisé pour traiter le VIH/SIDA . Il est utilisé avec d’autres médicaments lorsque les traitements standards ne sont pas efficaces. Le médicament  est administré par injection dans une veine.

## Effets secondaires
Les effets secondaires de ce médicament comprennent des éruptions cutanées, de la diarrhée, des étourdissements, des maux de tête, des nausées ou de la fatigue. D'autres effets secondaires peuvent inclure le syndrome de reconstitution immunitaire . La sécurité de ce médicament pendant la grossesse n'est pas claire.

## Histoire
Le médicament  a été approuvé pour un usage médical aux États-Unis en 2018 et en Europe en 2019,. Aux États-Unis, la dose initiale coûte environ 13 400 dollars américains, avec un traitement ultérieur environ 11 000 dollars américains par mois à partir de 2021. Il n'est pas disponible dans le commerce au Royaume-Uni et en Europe à partir de 2021.